# 30 de Jeshván
El 30 de Jeshván (en hebreo: ל' בחשוון) es un día del calendario hebreo que ocurre solamente en año común o embolismal completo (shaná shelemá: 355/385 días).

## Período
Durante los años 5761–5860 del calendario hebreo, el 30 de Jeshván ocurre entre los siguientes períodos del calendario gregoriano:
| Duración de los años | 30 de Jeshván                                   |
| -------------------- | ----------------------------------------------- |
| 355 días             | 14 de noviembre–2 de diciembre (años comunes)   |
| 385 días             | 3 de noviembre–13 de noviembre (años bisiestos) |

## Cumpleaños
- En años comunes y bisiestos jaserá (353 y 383 días) y kesidrá (354 y 384 días), los nacidos el 30 de Jeshván celebran sus cumpleaños el 1 de Kislev (en hebreo: א' בכסלו).
- En año comunes y bisiestos shelemá (355 y 385 días), celebran sus cumpleaños el 30 de Jeshván (en hebreo: ל' בחשוון).